# Neocorynura autrani
Neocorynura autrani är en biart som först beskrevs av Joseph Vachal 1904.  Neocorynura autrani ingår i släktet Neocorynura och familjen vägbin. Inga underarter finns listade i Catalogue of Life.